# Megisba infumata
Megisba infumata är en fjärilsart som beskrevs av Hans Fruhstorfer 1922. Megisba infumata ingår i släktet Megisba och familjen juvelvingar. Inga underarter finns listade i Catalogue of Life.